# Brodovi
"Brodovi" (em português: "Navios") foi a canção que representou a Jugoslávia no Festival Eurovisão da Canção 1963 que teve lugar em Londres, em 23 de março de 1963.
A canção foi interpretada em croata por by Vice Vukov. Foi a nona canção a ser interpretada na noite do festival, a seguir à canção da Dinamarca "Dansevise", interpretada por Grethe Ingmann e Jørgen Ingmann e antes da canção da Suíça "T'en va pas, interpretada por  Esther Ofarim. Terminou em 11.º lugar, tendo recebido um total  de 3 pontos. No ano seguinte, em  1964, a Jugoslávia foi representada com Sabahudin Kurt que interpretou o tema "Život je sklopio krug". 

## Autores
- Letrista:  Mario Nardelli
- Compositor: Mario Nardelli
- Orquestrador: Miljenko Prohaska

## Letra
Na canção, Vukov fala-nos da grande importância dos navios no seu bairro, são autênticas celebridades. Ele diz nomeadamente que quando eles não estão lá, os portos estão tristes, as rivieras ficam desertas e até as gaivotas morrem. Tudo espera pela presença dos navios, as janelas e até as guitarras morrem. 